# Учительское товарищество Подкарпатской Руси
Учительское товарищество Подкарпатской Руси — москвофільська організація учителів на Закарпатті, заснована 1920 в Ужгороді.
Спершу об'єднувала й учителів народовецького напряму, які 1930 відокремилися і заснували Учительську Громаду Підкарпатської Руси. Учительское Товарищество Подкарпатской Руси домагалося введення російської мови у школах Закарпаття; видавало журнал «Народна Школа» (1921 — 38).
Головні діячі: В. Шпеник (перший голова), М. Василенков, П. Федор та ін.